# Hayward Field
Hayward Field w Eugene w stanie Oregon, jest jednym z lepiej znanych obiektów w Stanach Zjednoczonych. Na początku wieku był to stadion należący do University of Oregon i klubu Oregon Ducks pomiędzy 1919 a 1966 rokiem. W 1921 stadion stał się także własnością sekcji lekkiej atletyki. Hayward Field to nazwa jaką zaczął nosić obiekt po śmierci Billa Haywarda.

## Historia
Hayward to stadion wybudowany w roku 1919 w miejsce Kincaid Field i przeznaczony dla szkoły oraz klubu Oregon Ducks W 1921 roku powstała sześciotorowa bieżnia dokoła boiska. Rok 1970 to powstanie ośmiotorowej bieżni tartanowej wraz ze zmianą jej długości z 440 jardów (402,336 m) do długości 400 metrów. Dodatkowo powstała bieżnia rozgrzewkowa o długości 200 metrów (na południe od stadionu) z nowym kołem do rzutu młotem.

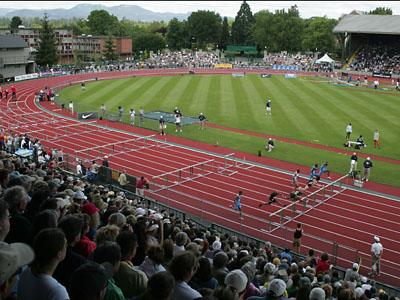
110 metrów przez płotki

Główna modernizacja stadionu miała miejsce w 2004 roku, podczas której powstało wejście, które nazwano Powell Plaza. Umożliwiło to dostęp do przebudowanego stadionu rozgrzewkowego. Przed rozegraniem tutaj eliminacji krajowych do Igrzysk Olimpijskich w 2008 roku, Hayward Field przeszedł kolejną renowację. Wówczas powstało 8 słupów oświetleniowych, które umożliwiają rozgrywanie zawodów wieczorami. Stadion Hayward wielokrotnie gościł ponadto uczestników mistrzostw Stanów Zjednoczonych w lekkoatletyce, rozgrywany jest na nim mityng Diamentowej Ligi Prefontaine Classic, a w 2014 stadion gościł juniorskie mistrzostwa świata w lekkoatletyce.
Do bardziej znanych lekkoatletów występujących na Hayward Field należą Joaquim Cruz, Otis Davis, Harry Jerome, Steve Prefontaine, Mac Wilkins.